# جبل فيزوف
جبل فيزوف في نابولي أو جبل النار (/vɪˈsuːviəs/ viss-OO-vee-əs، (بالإيطالية: Monte Vesuvio)‏ النطق الإيطالي: ‎[ˈmonte veˈzuːvjo; -suː]‏؛ [munˈdaɲːə vəˈsuːvjə]؛ (باللاتينية: Mons Vesuvius)‏ [mõːs wɛˈsʊwɪ.ʊs]، أيضا Vesevus أو Vesaevus في بعض المصادر الرومانية)  هو بركان سوما - ستراتوفولكانو يقع على خليج نابولي في كامبانيا، إيطاليا، حوالي 9 كيلومتر (5.6 ميل) شرق نابولي وعلى بعد مسافة قصيرة من الشاطئ. يعد أحد البراكين العديدة التي تشكل القوس البركاني الكامباني. يتكون بركان فيزوف من مخروط كبير محاط جزئيًا بحافة شديدة الانحدار لقمة كالديرا والتي نتجت عن انهيار هيكل سابق الذي كان يعلو الحافة الحالية كثيرًا.
دمر اندلاع بركان جبل فيزوف في عام 79 بعد الميلاد المدن الرومانية بومبي وهيركولانيوم وأوبلونتيس وستابيا، بالإضافة إلى العديد من المستوطنات الأخرى. أدى الانفجار إلى إخراج سحابة من الحجارة والرماد والغازات البركانية إلى ارتفاع 33 كيلومتر (21 ميل) واندلاع الصخور المنصهرة والخفاف المسحوق بمعدل 6×105 متر مكعب (7.8×105 ياردة3) في الثانية مطلقا في النهاية 100000 ضعف الطاقة الحرارية المنبعثة من القصف الذري لهيروشيما وناجازاكي. يُعتقد أن أكثر من 1000 شخص لقوا حتفهم في اندلاع البركان على الرغم من أن العدد الدقيق للقتلى غير معروف. تتألف رواية شاهد العيان الوحيد الباقي على قيد الحياة والناجي من الحدث من رسالتين أرسلهما بليني الأصغر إلى المؤرخ تاسيتس.
ثار بركان فيزوف عدة مرات منذ ذلك الحين وهو البركان الوحيد في البر الأوروبي الذي اندلع خلال مائة عام الماضية. ثورة بركان فيزوف تعتبر اليوم واحدة من أخطر ثورات البراكين في العالم بسبب تعداد سكان المنطقة البالغ 3000000 شخص يعيشون بالقرب من المكان لدرجة تسبب تأثرهم في حال حدوث انفجار البركان مع وجود 600000 شخص يقيمون في منطقة الخطر مما يجعلها أكثر المناطق البركانية كثافة سكانية في العالم فضلا عن ميل هذا البركان نحو الاندلاعات العنيفة والمتفجرة من النوع البليني.
وقد ذكره الادريسي في كتابه نزهة المشتاق في اختراق الآفاق: "وبين اسطابة ونابل جبل النار وهو موضع لا يتوصل إلى بركانه لأنه دائم الدهر يرمى بالنار والصخر..."

## الأساطير
لدى فيزوف تقليد تاريخي وأدبي طويل. كان يُعتبر إلهًا من نوع جنيوس في وقت اندلاع 79 م: يظهر تحت الاسم المدرج فيزوف باعتباره ثعبانًا في اللوحات الجدارية المزخرفة للعديد من اللاراريات (باللاتينية: lararia) أو ما يعرف بالأضرحة المنزلية الباقية من بومبي. إن نقش من كابوا  إلى ايوفي فيسفيو IOVI VESVVIO يشير إلى أنه كان يعبد كقوة للإله جوبيتر؛ هذا هو الإله جوبيتر فيزوف (باللاتينية: Jupiter Vesuvius).
اعتبر الرومان أن جبل فيزوف مكرس لهرقل. يروي المؤرخ ديودوروس سيكولوس تقليدًا مفاده أن هرقل أثناء أدائه لأعماله مر عبر بلد كوماي القريبة وهو في طريقه إلى صقلية ووجد هناك مكانًا يسمى «سهل فليجراين» (Φλεγραῖον πεδίον، «سهل النار») «من تل كان يتقيأ النار قديمًا... يُسمى الآن فيزوف.»  هذه البلد كان يسكنها قطاع الطرق «أبناء الأرض» الذين كانوا عمالقة. بمساعدة الآلهة قام بتهدئة المنطقة ومضى. تظل الحقائق الكامنة وراء التقليد إن وجدت غير معروفة وكذلك ما إذا كان هركولانيوم سميت من بعده. تقترح قصيدة للشاعر مارتيال في عام 88 بعد الميلاد أن كلا من فينوس راعية بومبي وهرقل كانا يُعبدان في المنطقة التي دمرها اندلاع عام 79.

## أصل الكلمة
إن فيزوف Vesuvius كان اسم البركان الشائع الاستخدام من قبل مؤلفي أواخر الجمهورية الرومانية والإمبراطورية الرومانية المبكرة. كانت التسميات المرادفة هي Vesaevus، Vesevus، Vesbius Vesvius. استخدم الكتاب في اليونانية القديمة Οὐεσούιον أو Οὐεσούιος. منح العديد من العلماء منذ ذلك الحين هذه التسمية مكانا في علم أصول الكلمات. نظرًا لأن الشعوب من مختلف الأعراق واللغات احتلت كامبانيا في العصر الحديدي الروماني فإن أصل الكلمة يعتمد إلى حد كبير على افتراض اللغة التي تم التحدث بها هناك في ذلك الوقت. اِسْتَوْطَن الإغريق في نابولي وسموها باسم نيبوليس Nea-polis «المدينة الجديدة» والتي تشهد على ذلك. وإن الأُسكان Oscans، وهم شعب إيطالي يعيشون في الريف. تنافس اللاتين أيضًا على احتلال كامبانيا. كانت المستوطنات الإتروسكانية كانت متواجدة في المنطقة المجاورة. يقال إن شعوبًا أخرى مجهولة المنشأ كانت موجودة في وقت ما حسب ذكر العديد من المؤلفين القدماء.
بعض النظريات حول أصل كلمة فيزوف هي:
- من اليونانية οὔ = «لا» السابقة لجذر الكلمة اليونانية σβέννυμι = «أنا أطفئ» بمعنى «غير قابل للإخماد».[13][14]
- من اليونانية ἕω = "أنا βίη " و βίη «العنف»، «القذف بالعنف» * vesbia، الاستفادة من الشكل الجانبي.[15]
- من الجذر الهندو أوروبي، * eus- <* ewes- <* (a) wes-، «تألق» بمعنى «الشخص الذي يضيء»، من خلال اللاتينية أو الأُسكان Oscan
- من الجذر الهندو أوروبي * wes = «الموقد» (قارن على سبيل المثال فيستا)

## المظهر الخارجي

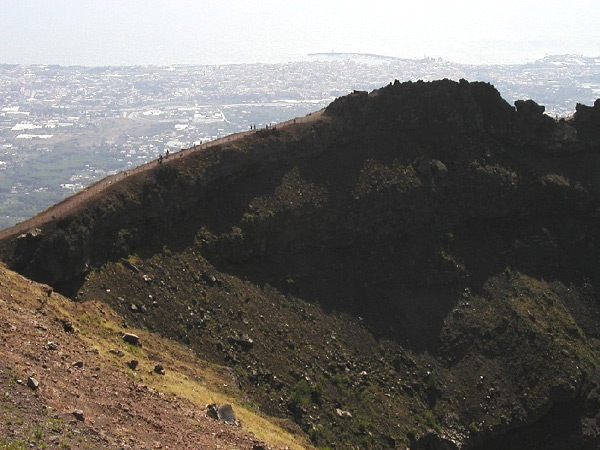
منظر لجدار فوهة البركان فيزوف، مع مدينة توري ديل جريكو في الخلفية

فيزوف هي قمة «حدبة» تتكون من مخروط كبير يسمى غران كونو (بالإنجليزية: Gran Cono)‏ محاط جزئيًا بحافة شديدة الانحدار لقمة كالديرا ناتجة عن انهيار هيكل سابق (وفي الأصل أعلى بكثير) يسمى جبل سوما. تم تشكل غران كونو خلال اندلاع 79 م. لهذا السبب يُطلق على البركان أيضًا اسم Somma-Vesuvius أو Somma-Vesuvio. بدأت الكالديرا تتشكل خلال إندلاع بركاني منذ حوالي 17000 إلى 18000 سنة وتضخم بسبب الإندلاعات الانتيابية اللاحقة، وانتهت في عام 79 ميلاديًا. أعطى هذا الهيكل اسمه لمصطلح «بركان السوما» والذي يصف أي بركان مع قمة كالديرا تحيط بمخروط أحدث.
تم تغيير ارتفاع المخروط الرئيسي باستمرار بسبب الإندلاعات وبلغ 1,281 متر (4,203 قدم) في عام 2010. يصل ارتفاع مونت سوما: 1,132 متر (3,714 قدم)، ويفصله عن المخروط الرئيسي وادي أتريو دي كافالو وهو 5 كيلومتر (3.1 ميل) طولا. تتسبب تدفقات الحمم البركانية في تندب منحدرات البركان في حين بقية المنحدرات مزروعة بكثافة بأشجار الفرك وغابات على ارتفاعات أعلى ومزارع الكروم في الأسفل. لا يزال يُنظر إلى فيزوف على أنه بركان نشط على الرغم من أن نشاطه الحالي لا ينتج سوى القليل من البخار الغني بالكبريت من الفتحات الموجودة في قاع الحفرة وجدرانها. فيزوف هو عبارة عن بركان طبقي عند الحدود المتقاربة حيث يتم إنزال الصفيحة الإفريقية أسفل الصفيحة الأوراسية. تشكل طبقات الحمم البركانية والرماد والسكوريا والخفاف القمة البركانية. إن معادنها متغيرة ولكنها عمومًا مشبعة بالسيليكا وغنية بالبوتاسيوم مع الفونوليت المتشكلة في الاندفاعات الأكثر تفجيرًا (على سبيل المثال الاندلاع في عام 1631 الذي يعرض وصفًا كاملًا للطبقات الصخرية والصخور: اندلع الفونوليت أولاً متبوعًا بفونوليت تيفريت وأخيرًا تيفريت صوتي).

## التشكل
تشكل جبل فيزوف نتيجة اصطدام الصفيحتين التكتونيتين الأفريقية والأوراسية. تم اندساس الصفيحة الإفريقية تحت الصفيحة الأوراسية أعمق في الأرض. عندما دُفِعَت الرواسب المشبعة بالماء من الصفيحة الأفريقية المحيطية إلى أعماق أكثر سخونة داخل الكوكب حدث غليان للماء وخفض نقطة الانصهار في الوشاح العلوي للأرض بما يكفي لإذابة الصخور جزئيًا. نظرًا لأن الصهارة أقل كثافة من الصخور الصلبة المحيطة بها، فقد تم دفعها للأعلى. وإن هذه الصهارة عثرت على نقطة ضعيفة على سطح الأرض واخترقتها وبالتالي هكذا تم تشكيل بركان جبل فيزوف.[بحاجة لمصدر]
البركان هو واحد من عدة براكين تشكل القوس البركاني الكامباني. وتشمل البراكين الآخرى كامبي فليغري وكالديرا كبيرة على بعد بضعة كيلومترات إلى الشمال الغربي وجبل إيبوميو على بعد 20 كيلومتر (12 ميل) إلى الغرب في جزيرة إسكيا والعديد من البراكين تحت البحر في الجنوب. يشكل القوس الطرف الجنوبي لسلسلة أكبر من البراكين الناتجة عن عملية الاندساس الموضحة أعلاه والتي تمتد إلى الشمال الغربي على طول إيطاليا حتى مونتي أمياتا في جنوب توسكانا. إن بركان فيزوف هو الوحيد الذي اندلع في التاريخ الحديث على الرغم من وجود عدد آخر من البراكين التي اندلعت خلال بضع مئات من السنين الماضية. كثير من هذه البراكين إما انقرضت أو لم تندلع منذ عشرات الآلاف من السنين.

## اندلاعات بركان فيزوف

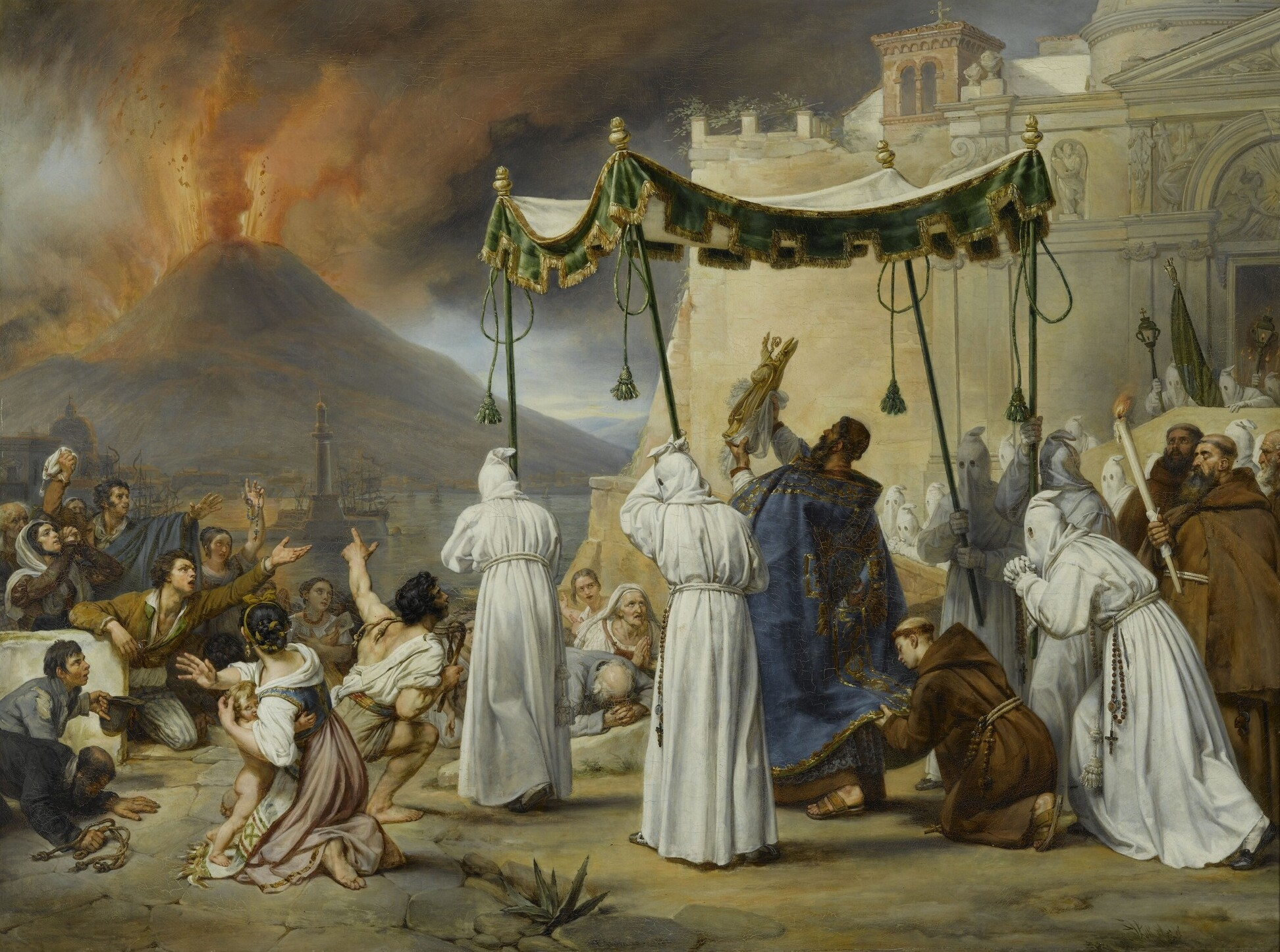
موكب القديس جانواريوس أثناء إندلاع بركان فيزوف عام 1822

اندلع بركان جبل فيزوف عدة مرات. وسبق اندلاع البركان في عام 79 بعد الميلاد العديد من البراكين الأخرى في عصور ما قبل التاريخ بما في ذلك ثلاثة براكين على الأقل أكبر من بركان فيزوف كثيرًا بما في ذلك إندلاع بركان أفيلينو حوالي عام 1800 قبل الميلاد والذي اجتاح العديد من مستوطنات العصر البرونزي. منذ عام 79 بعد الميلاد اندلع البركان أيضًا بشكل متكرر في أعوام 172 و203 و222 وربما في 303 و379 و472 و512 و536 و685 و787 وحوالي 860 وحوالي 900 و968 و991 و999 و1006 و1037 و1049وحوالي 1073 و1139 و1150 وربما كانت هناك ثورات في أعوام 1270 1347 و1500. ثار البركان مرة أخرى في عام 1631 وست مرات في القرن الثامن عشر (بما في ذلك في عامي 1779 و1794). أما في القرن التاسع عشر فقد إندلع بركان فيزوف ثماني مرات (لا سيما في عام 1872) وفي أعوام 1906 و1929 و1944. لم تكن هناك أي ثورات بركانية منذ عام 1944 ولم تكن هناك أي من الثورات البركانية بعد عام 79 بعد الميلاد كبيرة أو مدمرة مثل ثورة البركان التي دمرت مدينة بومبي.
تختلف الثورات البركانية اختلافًا كبيرًا في شدتها ولكنها تتميز بإندلاعات متفجرة من النوع الذي أطلق عليه اسم بلينيان الأصغر، وهو كاتب روماني نشر وصفًا تفصيليًا لاندلاع عام 79 بعد الميلاد بما في ذلك وفاة عمه. في بعض الأحيان كانت الاندلاعات البركانية لجبل فيزوف كبيرة جدًا لدرجة أن الرماد البركاني غطى كامل جنوب أوروبا في عامي 472 و1631 وسقط رماد بركان فيزوف على القسطنطينية (اسطنبول) على الرغم من أنها تبعد عن جبل فيزوف أكثر من 1,200 كيلومتر (750 ميل). منذ عام 1944 أدت عدة مرات من الانهيارات الأرضية داخل فوهة البركان إلى ظهور سحب من غبار الرماد مما أثار إنذارات كاذبة عن انفجار بركان.
منذ عام 1750 استمرت سبعة من ثورات بركان فيزوف لأكثر من خمس سنوات وهذه المدة هي أكثر من أي مدة إندلاع بركان آخر باستثناء بركان إتنا. استمر آخر إندلاعين لبركان فيزوف (1875-1906 و1913-1944) لأكثر من 30 عامًا.

### قبل عام 79 بعد الميلاد

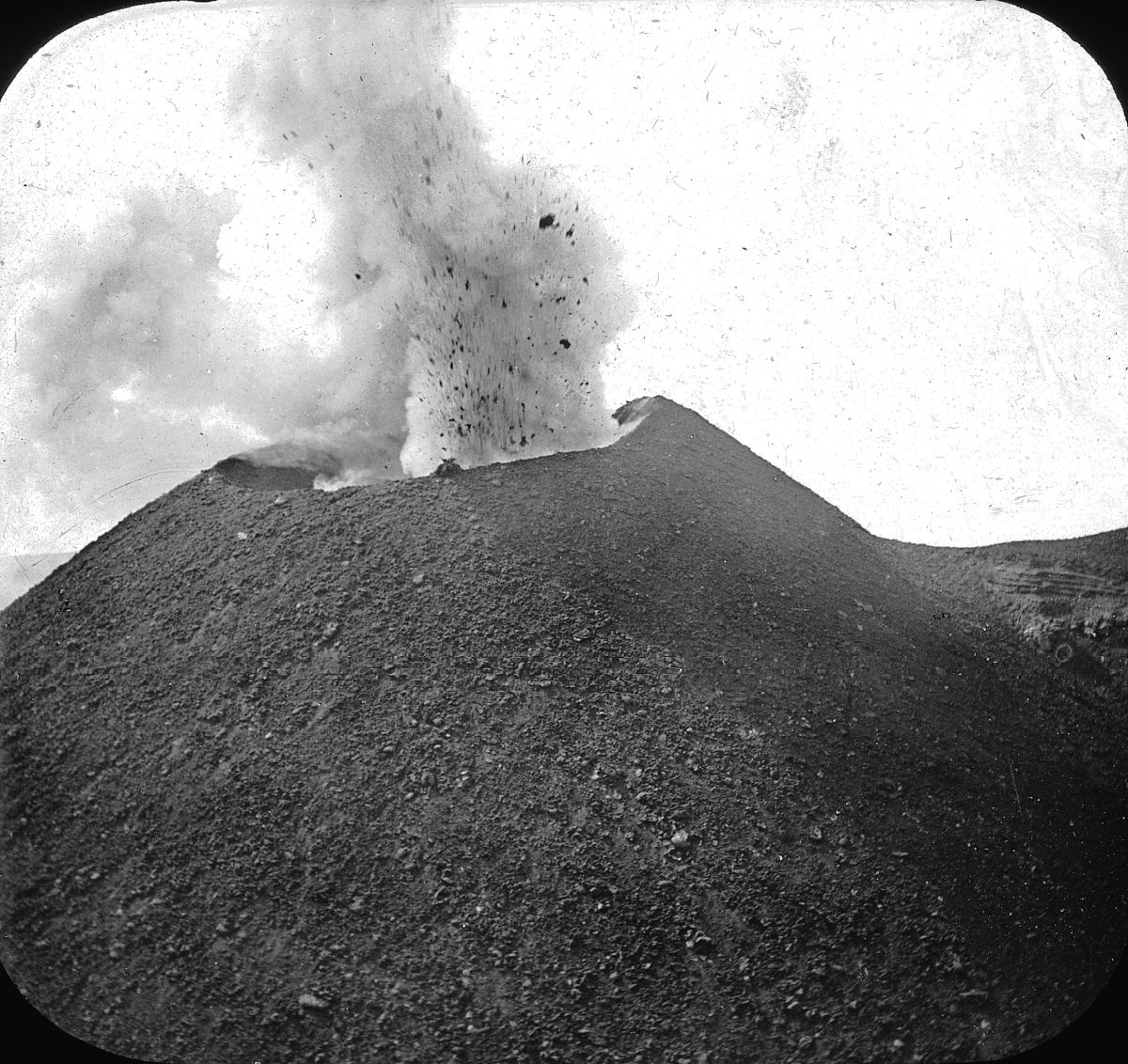
اندلاع فيزوف. أرشيفات متحف بروكلين، مجموعة أرشيفية جوديير.

تأتي المعرفة العلمية للتاريخ الجيولوجي لجبل فيزوف من عينات أساسية مأخوذة من 2,000 متر (6,600 قدم) بالإضافة إلى حفر حفرة على جوانب البركان تمتد إلى صخور حقبة الحياة الوسطى. تم تأريخ النوى عن طريق التأريخ بنظائر بوتاسيوم-آرجون والتأريخ بنظائر أرجون-أرجون. تعرضت المنطقة للنشاط البركاني لما لا يقل عن 400000 سنة حيث تتوضع أدنى طبقة لمادة الاندلاع المتشكلة من السوما كالديرا (بالإنجليزية: Somma caldera)‏ على قمة طبقة إندلاع كامبانيان إجنيمبرايت (بالإنجليزية: Campanian ignimbrite)‏ التي يبلغ عمرها 40 ألف عام والتي أنتجها مجمع كامبي فليغري (بالإنجليزية: Campi Flegrei)‏.
- قبل 25000 عام مضى: بدأ جبل فيزوف في التكون في إندلاع كودولا بلينيان.
- تم بناء جبل فيزوف بعد ذلك من خلال سلسلة من تدفقات الحمم البركانية مع بعض الإندلاعات المتفجرة الصغيرة التي تتخللها.
- منذ حوالي 19000 عام مضى: تغير نمط الاندلاع إلى سلسلة من الإندلاعات البلينية المتفجرة الكبيرة وكان آخرها عام 79 ميلاديًا. تمت تسمية الثورات على اسم رواسب التيفرا التي تنتجها والتي بدورها تمت تسميتها على اسم المكان الذي تم تحديد الرواسب فيه لأول مرة:[26]
- منذ 18300 عام مضى: شكل اندلاع الخفاف القاعدي (بالإيطالية: Pomici di Base)‏، التكوين الأصلي للسوما كالديرا، مؤشر التفجر البركاني السادس VEI 6. أعقب الاندلاع فترة من الإندلاعات البركانية المنتجة للحمم البركانية أقل عنفًا.
- منذ 16000 عام مضى: إندلاع الخفاف الأخضر (بالإيطالية: Pomici Verdoline)‏، مؤشر التفجر البركاني الخامس VEI 5.
- منذ حوالي 11000 عام مضى: إندلاع لاغنو أميندولاير وهو أصغر من إندلاع ميركاتو.
- قبل 8000 عام مضى: إندلاع ميركاتو (بالإيطالية: Pomici di Mercato)‏ - المعروف أيضًا باسم بوميسي جيميل أو بوميسي أوتافيانو، مؤشر التفجر البركاني السادس.
- منذ حوالي 5000 عام مضى: انفجاران للبركان أصغر من إندلاع أفيلينو.
- منذ 3800 عام مضى: إندلاع أفيلينو (بالإيطالية: Pomici di Avellino)‏، مؤشر التفجر البركاني السادس، وهذا الإندلاع كان تنفيسه على ما يبدو على بعد 2 كيلومتر (1.2 ميل) غرب الفوهة الركانية الحالية ودمر الإندلاع العديد من مستوطنات العصر البرونزي لحضارة الأبينيني. تقدم العديد من عمليات التأريخ بالكربون المشع على الخشب والعظام مجموعة من التواريخ المحتملة لحوالي 500 عام في منتصف الألفية الثانية قبل الميلاد. في مايو من عام 2001 وبالقرب من نولا قام علماء الآثار الإيطاليون باستخدام تقنية ملء كل تجويف بالجبس أو مركب بديل باسترداد بعض الأشكال المحفوظة جيدًا من الأشياء القابلة للتلف مثل قضبان السياج ودلو وخاصة في المنطقة المجاورة لآلاف من آثار الأقدام البشرية التي تشير إلى جبال الأبينيني في الشمال. كانت المستوطنة تحتوي على أكواخ وأواني وماعز. هجر السكان القرية على عجل تاركينها لتُدفن تحت الخفاف والرماد بنفس الطريقة التي تم بها الحفاظ على بومبي وهيركولانيوم فيما بعد.[27][28] تم توزيع رواسب الاندفاع البيروكلاستيكي إلى الشمال الغربي من فوهة البركان وحيث نجدها مبتعدة حتى مسافة 15 كيلومتر (9.3 ميل) منه ومتوضعة على سماكة كاملة تصل إلى 3 متر (9.8 قدم) في عمق المنطقة التي تحتلها الآن مدينة نابولي.[29]
- بعد ذلك دخل البركان في مرحلة من الإندلاعات البركانية الأكثر تواترًا ولكن الأقل عنفًا حتى آخر إندلاع بلينيان والذي دمر بومبي وهيركولانيوم.
- قد يكون آخر هذه الإندلاعات هو الإندلاع الذي حدث في عام 217 قبل الميلاد.[20] كانت هناك زلازل في إيطاليا خلال ذلك العام وتم الإبلاغ عن أن الشمس كانت باهتة بسبب الضباب الرمادي أو الضباب الجاف. كتب المؤرخ اليوناني فلوطرخس أن السماء تجسم على النار بالقرب من نابولي وذكر سيليوس إيتاليكوس في قصيدته الملحمية الرمان (بالإنجليزية: Punica)‏[30] أن جبل فيزوف قد أرعد وقذف بألسنة النار التي كانت جديرة بالوصول إلى جبل إتنا في تلك السنة، على الرغم من أن كلا المؤلفين كانوا يكتبان في وقت لاحق حوالي 250 عاما. تُظهر عينات اللب الجليدي في جرينلاند حول تلك الفترة حموضة عالية نسبيًا والتي يُفترض أنها نتجت عن كبريتيد الهيدروجين في الغلاف الجوي.[31]

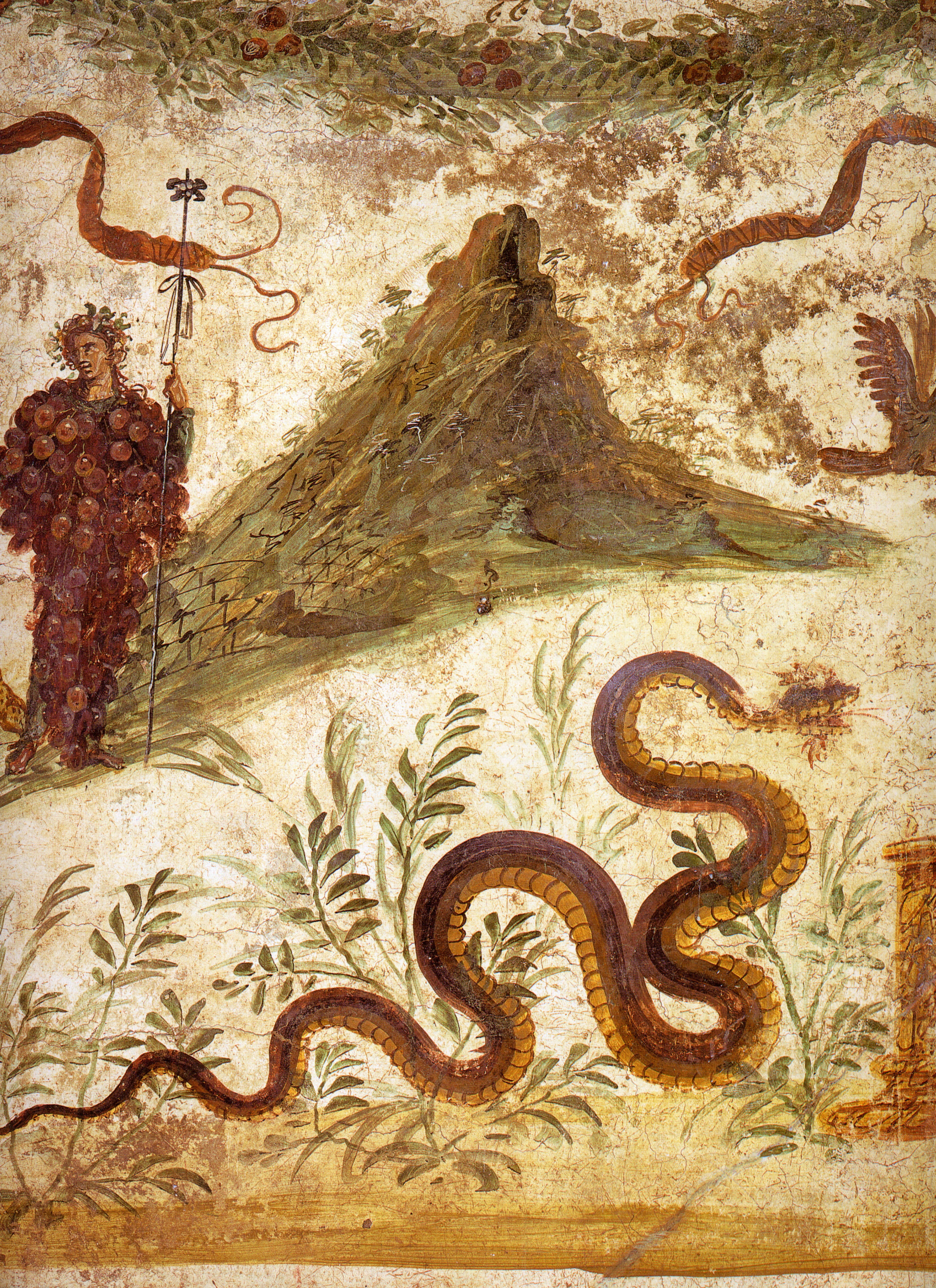
تصوير جصي لباخوس وأجاثودايمون مع جبل فيزوف كما رأينا في المنزل البومبياني المسمى بيت الذكرى المئوية.

كان البركان هادئًا بعد ذلك (لمدة 295 عامًا (إذا اعتبرنا أن تاريخ 217 قبل الميلاد لآخر إندلاع سابق صحيحًا) ووصفه الكتاب الرومانيون بأنه كان مغطى بالحدائق وكروم العنب، باستثناء الجزء العلوي الذي كان وعرًا. ربما كان للبركان قمة واحدة فقط في ذلك الوقت إذا حكمنا على ذلك من خلال لوحة جدارية تحمل اسم "باخوس وفيسوف (بالإنجليزية: Bacchus and Vesuvius)‏" والتي وجدت في المنزل البومبياني المسمى بيت الذكرى المئوية (بالإيطالية: Casa del Centenario)‏.
إن العديد من الأعمال الباقية المكتوبة على مدى مئتي عام التي سبقت اندلاع عام 79 بعد الميلاد تصف الجبل بأنه كان ذا طبيعة بركانية على الرغم من أن المؤرخ الإيطالي بليني الأكبر لم يصور الجبل بهذه الطريقة في موسوعته المسماة التاريخ الطبيعي (بالإيطالية: Naturalis Historia)‏:
- إن المؤرخ اليوناني سترابو (الذي عاش حوالي 63 قبل الميلاد - 24 بعد الميلاد) في الكتاب الخامس الفصل الرابع من مجلده جيوغرافيكا Geographica [33] وصف جبل فيزوف أنه يحتوي على قمة قاحلة في الغالب مغطاة بصخور سخام بلون الرماد واقترح أنه قد يكون له ذات مرة «حفر النار». كما اقترح بشكل ملموس أن خصوبة المنحدرات المحيطة قد تكون بسبب النشاط البركاني كما هو الحال في جبل إتنا.
- في الكتاب الثاني من دي أركيتيتورا (بالإيطالية: De architecture)‏[34] ذكر المهندس المعماري فيتروفيوس (الذي عاش حوالي 80-70 قبل الميلاد -؟) أن الحرائق كانت موجودة بكثرة في وقت من الأوقات أسفل القمة وأنها أطلقت النار على الحقول المحيطة. ذهب إلى وصف أن الخفاف البومبيني قد أحترق من قبل أنواع أخرى من الحجر.
- إن كاتب يوناني آخر هو ديودور الصقلي (الذي عاش بين 90 قبل الميلاد - 30 قبل الميلاد) كتب في الكتاب الرابع من مجلده المكتبة التاريخية (بالإيطالية: Bibliotheca Historica)‏ أن سهل الكامباني كان يسمى السهل الناري (بالإيطالية: Phlegrean)‏ بسبب قمة جبل فيزوف لتي تنفثت ألسنة اللهب بشكل مشابه لجبل إتنا وإن هذه القمة قد أظهرت علامات للنار التي اشتعلت في التاريخ القديم.[35]

### اندلاع بركان فيزوف في عام 79 ميلادي
في عام 79 بعد الميلاد، اندلع بركان فيزوف في واحدة من أكثر الإندلاعات كارثية في كل العصور. علم المؤرخون بالإندلاع من رواية شاهد عيان تعود إلى بلينيوس الأصغر وهو رجل سياسة وشاعر روماني. في النسخ الباقية من الرسائل تم إعطاء عدة تواريخ. إن أحدث دليل يدعم النتائج السابقة التي تم التوصل إليها ويشير إلى أن الانفجار وقع بعد 17 أكتوبر.
أطلق البركان سحابة من الحجارة والرماد والغازات البركانية إلى ارتفاع 33 كيلومتر (21 ميل) وقذف الصخور المنصهرة والخفاف المسحوق بمعدل 6×105 متر مكعب (7.8×105 ياردة3) في الثانية مما أدى في النهاية إلى إطلاق طاقة حرارية تعادل 100000 مرة الطاقة الحرارية الناتجة عن تفجيرات هيروشيما-ناجازاكي. تم تدمير مدينتي بومبي وهيركولانيوم بفعل اندفاعات الحمم البركانية ودُفنت الأطلال تحت عشرات الأمتار من التيفرا.

#### الأسلاف والهزات
سبق اندلاع بركان فيزوف الحاصل في عام 79 بعد الميلاد وقوع زلزال بومبي القوي في عام 62 بعد الميلاد والذي تسبب في دمار واسع النطاق حول خليج نابولي وخاصة في بومبي. بعض الأضرار لم يتم إصلاحها بعد عندما ثار البركان. إن وفاة 600 رأس من الأغنام من «الهواء الملوث» بالقرب من بومبي تشير إلى أن الزلزال الذي وقع عام 62 بعد الميلاد ربما كان مرتبطًا بنشاط جديد قام به بركان فيزوف.
اعتاد الرومان على الهزات الأرضية الطفيفة في المنطقة. حتى أن الكاتب بليني الأصغر كتب أنهم «لم تكن الهزات الأرضية مقلقة خاصة أنها كانت تحدث بشكل متكرر في كامبانيا». بدأت الزلازل الصغيرة في الحدوث قبل أربعة أيام من اندلاع البركان ولكنها أصبحت أكثر تكرارًا خلال الأيام الأربعة التالية ولكن لم يتم التعرف على التحذيرات.

#### التحليل العلمي

بومبي وهيركولانيوم وكذلك المدن الأخرى المتضررة من إندلاع بركان جبل فيزوف. تمثل السحابة السوداء التوزيع العام للرماد والخفاف والرماد. تظهر خطوط الساحل الحديثة.

إن إعادة تشكيل الإندلاع وتأثيراته تختلف بشكل معتبر في التفاصيل ولكن لها نفس الميزات العامة. استمر الإندلاع لمدة يومين. إن صباح اليوم الأول للإندلاع تم وصفه من قبل شاهد العيان الوحيد الذي ترك وثيقة باقية وهو بليني الأصغر بأنه كان صباحا طبيعيا كالعادة. في منتصف النهار أدى انفجار إلى ظهور عمود مرتفع بدأ يتساقط منه الرماد والخفاف مغطيا المنطقة بكاملها. حدثت عمليات الإنقاذ والهروب خلال هذا الوقت. في وقت ما من الليل أو في وقت مبكر من اليوم التالي بدأت موجات الحمم البركانية بالتدفق بالقرب من البركان. شوهدت الأضواء على القمة وفُسرت على أنها حرائق. إن الناس في أماكن بعيدة مثل ميسينوم فروا للنجاة بحياتهم. كانت التدفقات سريعة الحركة وكثيفة وساخنة للغاية مما أدى إلى تدمير كل الهياكل الموجودة في مسارها كليا أو جزئيا، مما أدى إلى حرق أو خنق جميع السكان الباقين هناك وتغيير المناظر الطبيعية بما في ذلك الساحل. ورافق ذلك هزات خفيفة إضافية وتسونامي خفيف في خليج نابولي. بحلول وقت متأخر من بعد ظهر اليوم الثاني انتهى الإندلاع تاركًا ضبابًا فقط في الغلاف الجوي والذي كانت الشمس تشرق من خلاله بشكل ضعيف.
تكشف أحدث الدراسات العلمية للرماد الذي أنتجه بركان فيزوف عن اندلاع متعدد المراحل. أنتج الانفجار الكبير الأولي عمودًا من الرماد والخفاف يتراوح ارتفاعه بين 15 و 30 كيلومتر (49,000 و 98,000 قدم) حيث أمطرت على بومبي إلى الجنوب الشرقي ولكن ليس على هيركولانيوم عكس اتجاه الريح. إن الطاقة الرئيسية الداعمة لعمود الرماد والخفاف أتت من هروب البخار الشديد الحرارة بفعل الصهارة وتأثيرها على مياه البحر التي كانت قد تسربت بمرور الوقت إلى الصدوع العميقة في المنطقة وتفاعلت مع الصهارة والحرارة مشكلة هذا البخار الجبار.
في وقت لاحق انهارت السحابة مع توسع الغازات وفقدت قدرتها على دعم محتوياتها الصلبة مما أدى إلى إطلاقها على شكل اندفاع حممي وصل أولاً إلى هيركولانيوم ولكن ليس بومبي. أعادت الإندلاعات الإضافية تشكل العمود. إن الإندلاع تناوب بين بلينيان (بالإنجليزية: Plinian)‏ وبيليان (بالإنجليزية: Peléan)‏ ست مرات. يعتقد المؤلفون أن الإندفاع الحممي الثالث والرابع قد دفنا مدينة بومبي. يتم تحديد الإندفاعات الحممية في الرواسب عن طريق الكثبان وتشكيلات الفراش المتقاطعة غير الناتجة عن التساقط.
استخدمت دراسة أخرى الخصائص المغناطيسية لأكثر من 200 عينة من شظايا بلاط السقف والجص التي تم جمعها حول بومبي لتقدير درجة حرارة التوازن لتدفق الحمم البركانية. كشفت الدراسة المغناطيسية أنه في اليوم الأول من الإندلاع سقط خفاف أبيض يحتوي على شظايا حممية تصل إلى 3 سنتيمتر (1.2 بوصة) واستمرت بالسقوط لعدة ساعات. قامت بتسخين بلاط السقف حتى 140 °م (284 °ف). كانت هذه الفترة هي الفرصة الأخيرة للهروب.
تسبب انهيار أعمدة بلينيان في اليوم الثاني في تشكل تيارات كثيفة من الحمم البركانية (بالإنجليزية: pyroclastic density currents (PDCs))‏ والتي دمرت هيركولانيوم وبومبي. وصلت درجة حرارة الترسيب لهذه الإندفاعات الحممية البركانية إلى 300 °م (572 °ف). لا يكن هناك أية إمكانية لدى السكان الذين بقوا في الملاجئ الهيكلية أن يهربوا حيث كانت المدينة محاطة بغازات ذات درجات حرارة محرقة. إن أدنى درجات الحرارة كانت في الغرف تحت الأسطح المنهارة حيث وصلت هذه الحرارة المنخفضة حتى 100 °م (212 °ف).

#### بليني الأصغروبليني الأكبر
تتكون رواية شاهد العيان الوحيد الباقي على قيد الحياة من الحدث من رسالتين مرسلتين من بليني الأصغر إلى المؤرخ تاسيتوس. يصف بليني الأصغر، من بين ما وصفه من أمور أخرى، الأيام الأخيرة في حياة عمه، بليني الأكبر. عندما رصد بليني الأكبر أول نشاط بركاني لجبل فيزوف من ميسينوم عبر خليج نابولي والتي تبعد حوالي 35 كيلومتر (22 ميل) أطلق أسطول إنقاذ وذهب بنفسه لإنقاذ صديقة شخصية. إن ابن أخيه بليني الأصغر رفض الانضمام لمجموعة الإنقاذ. إن إحدى رسالتي ابن الأخ بليني الأصغر تتعلق بما تمكن من اكتشافه من شهادات تجارب عمه. في الرسالة الثانية يعرض بليني الأصغر تفاصيل ملاحظاته بعد مغادرة عمه في مهمته الإنقاذية.
رأى الرجلان سحابة كثيفة بشكل غير عادي تتصاعد بسرعة فوق قمة جبل فيزوف. إن مشاهدة هذه السحابة وطلب أحد المراسلين المساعدة في عملية الإخلاء عن طريق البحر دفعتا بليني الأكبر إلى إصدار أوامره بإطلاق عمليات الإنقاذ التي أبحر بعيدًا للمشاركة فيها بنفسه. حاول ابن أخيه بليني الأصغر استئناف حياته الطبيعية ولكن في تلك الليلة أيقظته هزة أرضية هو ووالدته مما دفعهما إلى مغادرة المنزل إلى الفناء. تسببت الهزات الأخرى قرب الفجر في هجر السكان للقرية وتسببت في موجة تسونامي كارثية في خليج نابولي.
تم حجب ضوء الفجر بواسطة سحابة سوداء تتألق من خلالها ومضات والتي شبهها بليني الأصغر بورقة البرق ولكنها أكثر اتساعًا. حجبت السحابة نقطة ميسينوم الموجودة بالقرب من متناول اليد بالنسبة لميسينوم وكذلك حجبت جزيرة كابري (بالإيطالية: Capri)‏ عبر الخليج. خوفا على حياتهم بدأ السكان في مناداة بعضهم البعض والعودة من الساحل على طول الطريق. تساقطت أمطار من الرماد والتي قام بليني الأصغر بالتخلص منها بشكل دوري لتجنب الدفن حيا تحتها. في وقت لاحق من نفس اليوم توقف الخفاف والرماد عن السقوط وأشرقت الشمس بشكل ضعيف عبر السحابة مما شجع بليني الأصغر وأمه على العودة إلى منزلهما وانتظار أخبار بليني الأكبر.
كان عم بليني الأصغر المعروف ببليني الأكبر يقود الأسطول الروماني في ميسينوم وقرر في الوقت نفسه التحقيق في الظاهرة عن قرب في سفينة خفيفة. بينما كانت السفينة تستعد لمغادرة المنطقة جاء رسول من صديقته ريكتينا (زوجة تاسكيوس) التي تعيش على الساحل بالقرب من سفح البركان موضحًة أن مجموعتها لا يمكنها الإفلات إلا عن طريق البحر وهي تطلب مساعدته في إنقاذها. أمر بليني بالانطلاق الفوري لأسطول القوادس لإخلاء الساحل وتابع هو في سفينته الخفيفة لإنقاذ جماعة ريكتينا.
انطلق ببليني الأكبر عبر الخليج ولكن في المياه الضحلة على الجانب الآخر واجه زخات كثيفة من الرماد الساخن وكتل الخفاف وقطع الصخور. نصحه قائد الدفة بالعودة إلى الوراء وصرح بأن «الثروة تفضل الشجعان» وأمره بالاستمرار في طريق ستابيا (حوالي 4.5 كيلومترات من بومبي).
رأى بليني الأكبر ومجموعته ألسنة اللهب قادمة من عدة أجزاء من فوهة البركان. بعد قضاء الليل تم طرد الجماعة من المبنى بسبب تراكم المواد التي يُفترض أنها تيفرا والتي هددت بإغلاق جميع منافذ الخروج. أيقظوا بليني الأكبر الذي كان يغفو ويصدر شخيرًا عاليًا. اختاروا النزول إلى الحقول بوسائد مربوطة برؤوسهم لحمايتهم من الأنقاض الممطرة. اقتربوا من الشاطئ مرة أخرى لكن الرياح منعت السفن من المغادرة. جلس بليني الأكبرعلى شراع كان نشر خصيصا له ولكنه لم يستطع النهوض بعد ذلك حتى بمساعدة أصدقائه عندما غادروا. على الرغم من وفاة بليني الأكبر فإن أصدقاؤه نجوا بأنفسهم في النهاية عن طريق البر.
في الرسالة الأولى إلى تاسيتوس نجد شرحا لبليني الأصغر يعتقد فيه أن وفاة عمه بليني الأكبر كان بسبب رد فعل رئتيه الضعيفتين على سحابة من الغازات السامة والكبريتية التي انتشرت فوق المجموعة. ومع ذلك كانت ستابيا تبعد 16 كيلومترًا من فوهة البركان (تقريبًا حيث تقع مدينة كاستيلاماري دي ستابيا الحديثة) ويبدو أن رفاقه لم يتأثروا بالغازات البركانية ولذلك فمن المرجح أن بليني الأكبر مات بسبب سبب آخر مثل السكتة الدماغية أو نوبة أزمة قلبية. عُثِر على جثته دون إصابات واضحة في اليوم التالي بعدما تشتت عمود الرماد والخفاف.

#### الضحايا

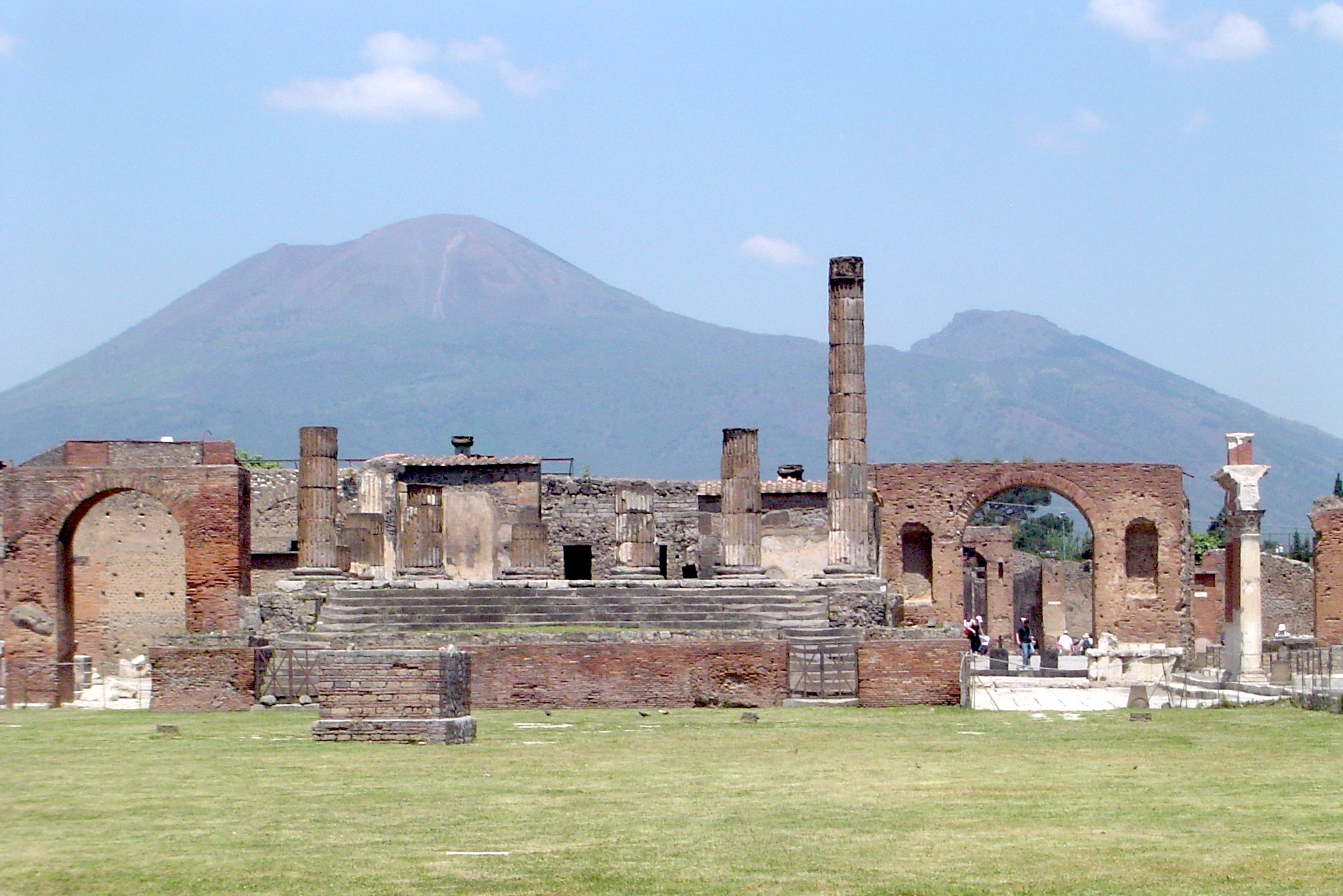
بومبي وفوقها يرتفع جبل فيزوف.

جنبا إلى جنب مع بليني الأكبر كان هناك عدد من الضحايا النبلاء الآخرون الوحيدون الذين عرفوا بالاسم والذين قضوا بسبب إندلاع بركان فيزوف وهم أغريبا (ابن الأميرة اليهودية الهيرودية دروسيلا والنائب أنطونيوس فيليكس) وزوجته.
بحلول عام 2003 عُثِر على 1044قالب مصنوع من طبعات الجثث في رواسب تساقط الرماد في بومبي وحولها مع العثور على عظام مبعثرة لمئة شخص آخر. عُثِر على بقايا حوالي 332 جثة في هيركولانيوم (تم اكتشاف 300 جثة في أقبية مقوسة في عام 1980). ما هي النسبة المئوية لهذه الأرقام من إجمالي القتلى أو نسبة الموتى إلى إجمالي عدد المعرضين للخطر لا تزال غير معروفة تمامًا حتى الآن.
إن 38% من أصل 1044 قالب المصنوعة من طبعات الجثث في رواسب تساقط الرماد في بومبي وجد معظمها داخل المباني. يُعتقد أن هؤلاء قُتلوا بشكل أساسي بسبب انهيار الأسقف مع وجود عدد أقل من الضحايا الذين عُثِر عليهم خارج المباني من المحتمل أن يكونوا قد قُتلوا بسبب ألواح السقف المتساقطة أو بسبب الصخور الكبيرة التي ألقاها البركان. إن نسبة 62% المتبقية من أصل 1044 قالب المذكورة عُثر عليها في بومبي في رواسب اندفاع الحمم البركانية  وبالتالي من المحتمل أن يكونوا هؤلاء الأشخاص قد قُتلوا بسبب الحمم البركانية - ومن المحتمل أيضا أنه بسبب مزيج من الاختناق الناجم عن استنشاق الرماد والانفجار والحطام المتناثر حولهم. على عكس الضحايا الذين عُثِر عليهم في هيركيولانيوم حيث يُظهر فحص القماش واللوحات الجدارية والهياكل العظمية أنه من غير المحتمل أن تكون درجات الحرارة المرتفعة سببًا مهمًا. تم إنقاذ هيركولانيوم التي كانت أقرب بكثير إلى فوهة البركان بسبب سقوط التيفرا باتجاه الرياح بعيدا عن هيركيولانيوم ولكن في المقابل تم دفن المدينة تحت 23 متر (75 قدم) من المواد المترسبة عن طريق اندفاعات الحمم البركانية. من المحتمل أن يكون معظم الضحايا المعروفين في هذه المدينة أو جميعهم قد قُتلوا بسبب العواصف.
إن الأشخاص الذين حوصروا على شاطئ البحر المذكور سابقا بسبب الموجة الأولى لقوا حتفهم بسبب الصدمة الحرارية. إن البقية كانت متركزة في غرف مقوسة بكثافة تصل إلى 3 أشخاص لكل متر مربع. بما أنه تم التنقيب للكشف عن الآثار ضمن مسافة تبلغ 85 متر (279 قدم) فقط من الشاطئ فإن المزيد من الضحايا يمكن أن ينتظر ليتم الكشف عنهم في عمليات التنقيب القادمة.

### الإندلاعات اللاحقة من القرن الثالث إلى القرن التاسع عشر

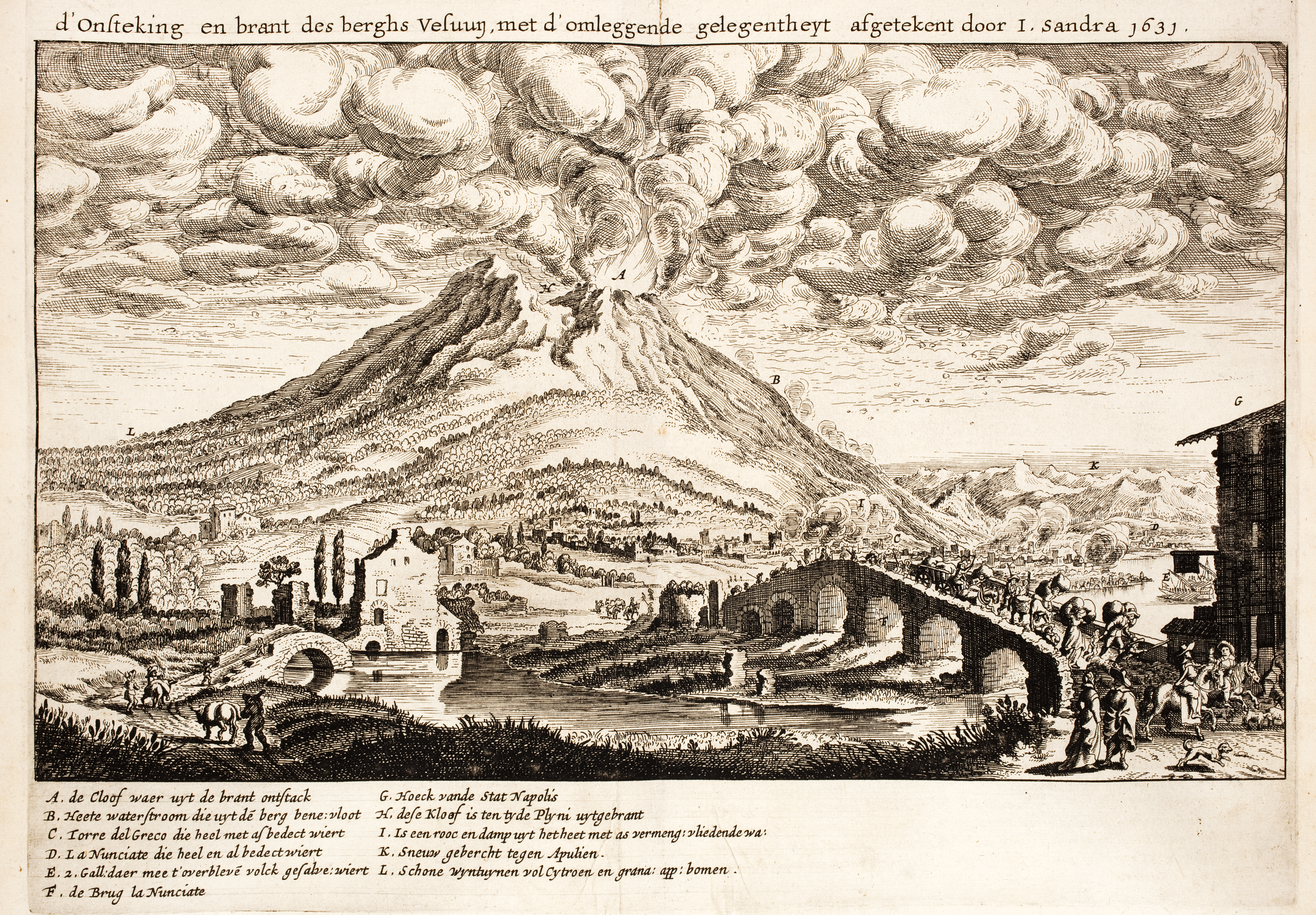
ثورة بركان 16 ديسمبر 1631. يواكيم فون ساندرت و ماتياس ميريان في دانكيرتس هيستوريس عام 1642.

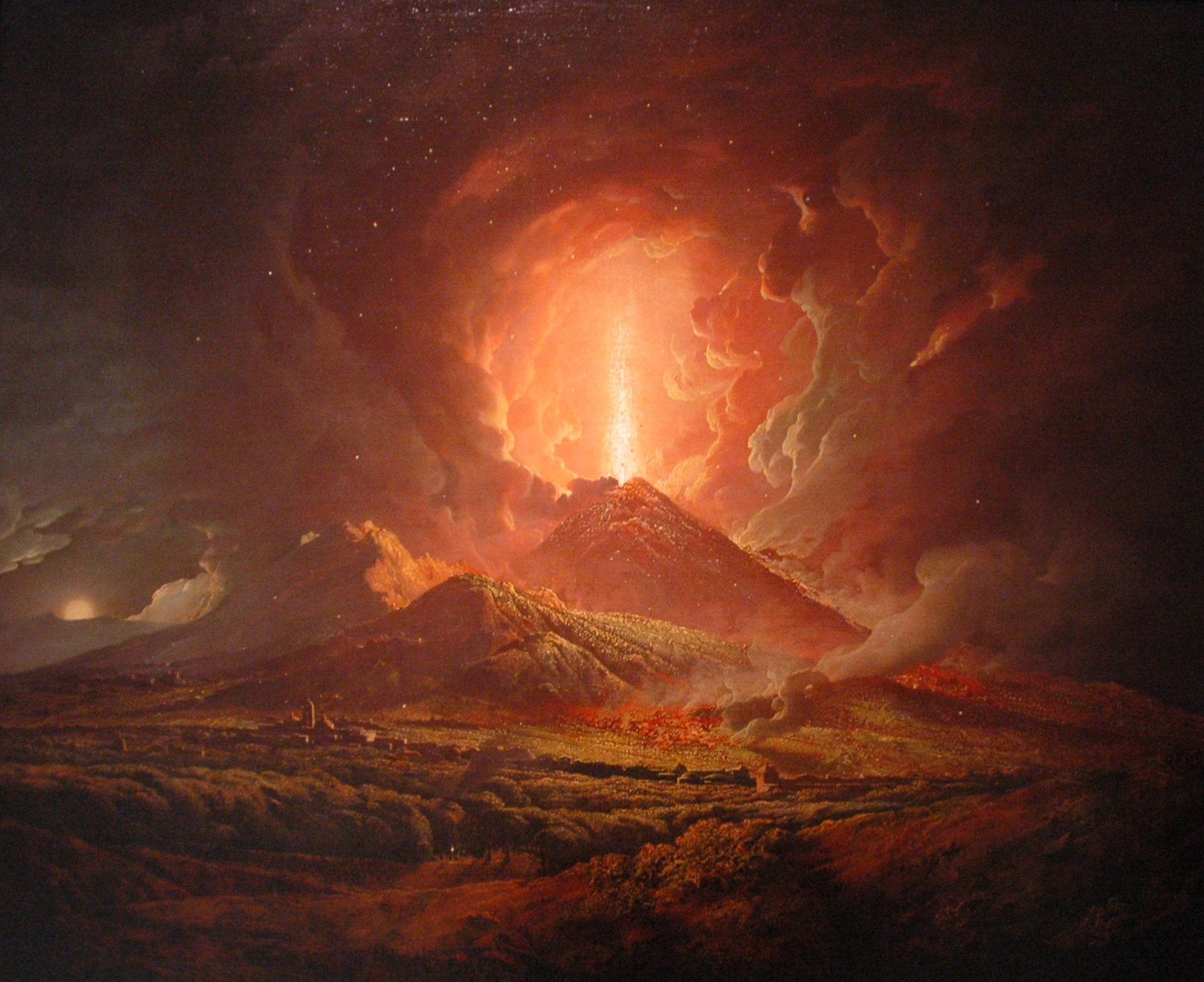
إندلاع بركان فيزوف كما شوهد من بورتيشي بواسطة جوزيف رايت (حوالي 1774-1776)

منذ اندلاع عام 79 بعد الميلاد إندلع بركان فيزوف حوالي ثلاثين مرة.
- اندلع بركان فيزوف مرة أخرى في عام 203 خلال حياة المؤرخ كاسيوس ديو.
- في عام 472 تم قذف كمية حجم من الرماد كانت كافية لدرجة أنه تم الإبلاغ عن تساقط هذا الرماد في أماكن بعيدة مثل مدينة القسطنطينية.
- كانت الثورات البركانية لجبل فيزوف في عام 512 شديدة لدرجة أن أولئك الذين يسكنون منحدرات جبل فيزوف حصلوا على إعفاء من الضرائب من قبل ثيودوريك العظيم الملك القوطي لإيطاليا.
- تم تسجيل المزيد من الإندلاعات في أعوام 787 و 968 و 991 و 999 و 1007 و 1036 مع أول تسجيل لسيلان تدفقات الحمم البركانية المصهورة.

أصبح البركان هادئًا في نهاية القرن الثالث عشر وفي السنوات التالية أصبح مرة أخرى مغطى بالحدائق وكروم العنب كما كان في سابق عهده منذ القدم. حتى أن داخل الفوهة البركانية كانت مليئة بشكل معتدل بالشجيرات.
- دخل جبل فيزوف مرحلة جديدة في ديسمبر 1631 عندما طمر انفجار بركاني كبير له العديد من القرى تحت تدفقات الحمم البركانية مما أسفر عن مقتل حوالي 3000 شخص. تشكلت أيضا سيول لاهارمما زاد في الدمار. أصبح النشاط البركاني لجبل فيزوف بعد ذلك شبه مستمر مع حدوث ثورات بركانية شديدة نسبيًا في أعوام 1660 و1682 و1694 و1698 و1707 و1737 و1760 و1767 و1779 و1794 و1822 و1834 و1839 و1850 و1855 و1861 و1868 و1872 و1906 و1926 و 1929 و1944.

### إندلاعات بركان فيزوف في القرن العشرين

في مارس من 1944 حدث إندلاع لبركان فيزوف والذي تم تصويره من قبل جاك راينهارت وهو رامي المدفع الرشاش المتوضع عند ذيل الطائرة القاذفة بي أربعة وعشرون B-24 في سلاح الجو الأمريكي خلال الحرب العالمية الثانية

- أدى إندلاع بركان 5 أبريل عام 1906 [54][55] مقتل أكثر من 100 شخص وتسجيل قذف أكبر عدد من الحمم البركانية على الإطلاق ناجمة عن إندلاع بركان فيزوف. كانت السلطات الإيطالية تستعد لاستضافة دورة الألعاب الأولمبية الصيفية لعام 1908 عندما اندلع جبل فيزوف بعنف مما أدى إلى تدمير مدينة نابولي والمقاطعات المحيطة بها. تم تحويل الأموال لإعادة بناء نابولي وكان لابد من العثور على موقع جديد للأولمبياد.
- كان بركان فيزوف نشطًا من عام 1913 حتى عام 1944 حيث ملأت الحمم الفوهة وحدثت تدفقات عرضية لكميات صغيرة من الحمم البركانية المصهورة.[56]
- انتهت فترة الإندلاع البركاني في مارس 1944 والذي دمر قرى سان سيباستيانو آل فيسوفيو وماسا دي سوما وأوتافيانو وجزء من سان جورجيو كريمانو.[57] من 13 إلى 18 مارس من عام 1944 كان النشاط البركاني محصوراً داخل حافة البركان. أخيرًا، في 18 مارس من عام 1944 فاضت الحمم البركانية على الحافة ودمرت تدفقات الحمم البركانية المصهورة القرى المجاورة من 19 مارس حتى 22 مارس.[58] في 24 مارس أدى إندلاع انفجار بركاني إلى تكوين عمود من الرماد وتدفق صغير من الحمم البركانية الفتاتية.

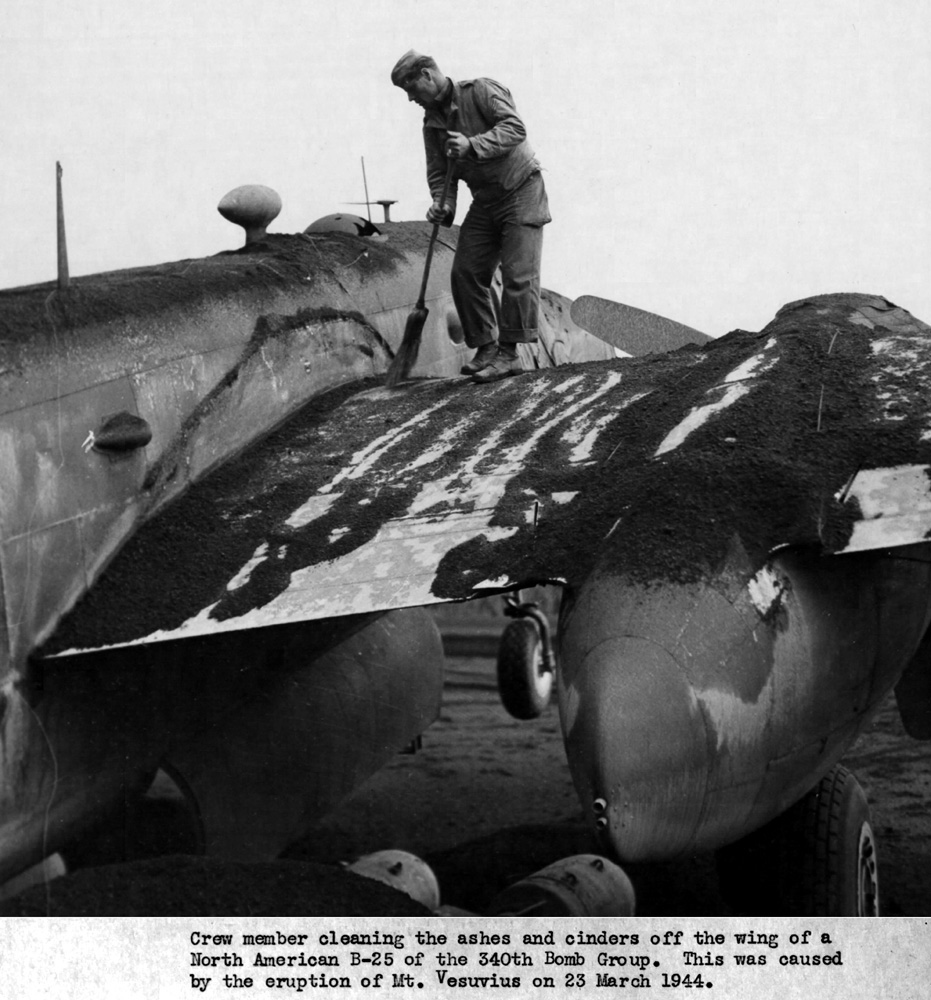
تم جرف الرماد من أجنحة قاذفة أمريكية متوسطة من طراز B-25 ميتشل من مجموعة القصف 340 في 23 مارس 1944 بعد إندلاع بركان جبل فيزوف.

في مارس 1944 تمركزت مجموعة القصف 340 التابعة للقوات الجوية الأمريكية (USAAF) في مطار بومبي بالقرب من تيرزينيو إيطاليا على بعد بضعة كيلومترات من القاعدة الشرقية للبركان. تسببت التيفرا والرماد الساخن من عدة أيام من الإندلاع في إتلاف أسطح التحكم في النسيج والمحركات والزجاج الأمامي الزجاجي وأبراج المدفع للقاذفات المتوسطة من طراز بي خمس وعشرون ميتشل - مجموعة القصف ثلاثمئة وأربعون B-25 Mitchell 340th. ذكرت التقديرات أن حوالي 78 إلى 88 طائرة دمرت نتيجة لهذا الإندلاع.
إن الإندلاع البركاني يمكن مشاهدته من نابولي. تم تسجيل لقطات من زوايا مختلفة لبركان فيزوف المندلع وكذلك تسجيل الأضرار التي لحقت بالقرى المحلية من قبل مصوري سلاح الجو التابع للولايات المتحدة الأمريكية USAAF وغيرهم من الأفراد الموجودين بالقرب من البركان.

### مستقبل بركان فيزوف
إن الإندلاعات البركانية الكبيرة التي تنبعث منها مواد بركانية بكميات تبلغ حوالي 1 كيلومتر مكعب (0.24 ميل3)، وأحدث هذه الإندلاعات هو الإندلاع الذي طغى على بومبي وهيركولانيوم والذي حدث بعد فترات من عدم النشاط البركاني الذي استمر لبضعة آلاف من السنين. إن الإندلاعات البركانية تحت البلينيانية (بالإنجليزية: Sub-Plinian eruptions)‏ التي تنتج حوالي 0.1 كيلومتر مكعب (0.024 ميل3)، مثل تلك التي حدثت في عامي 472 و 1631 كانت أكثر تكرارًا مع مرور بضع مئات من السنين بين كل إندلاعين متتاليين من هذا النوع لبركان فيزوف. منذ اندلاع عام 1631 حتى عام 1944 كان هناك إندلاع صغير نسبيًا كل بضع سنوات ينبعث منه 0.001-0.01 كم³ من الصهارة. يبدو أن كمية الصهارة المطرودة في إندلاع بركان فيزوف تزداد بشكل خطي تقريبًا مع الفاصل الزمني منذ الفاصل السابق وبمعدل حوالي 0.001 كيلومتر مكعب (0.00024 ميل3) لكل عام. يعطي هذا رقمًا تقريبيًا قدره 0.075 كيلومتر مكعب (0.018 ميل3) لإندلاع البركان بعد 75 سنة من عدم النشاط البركاني.

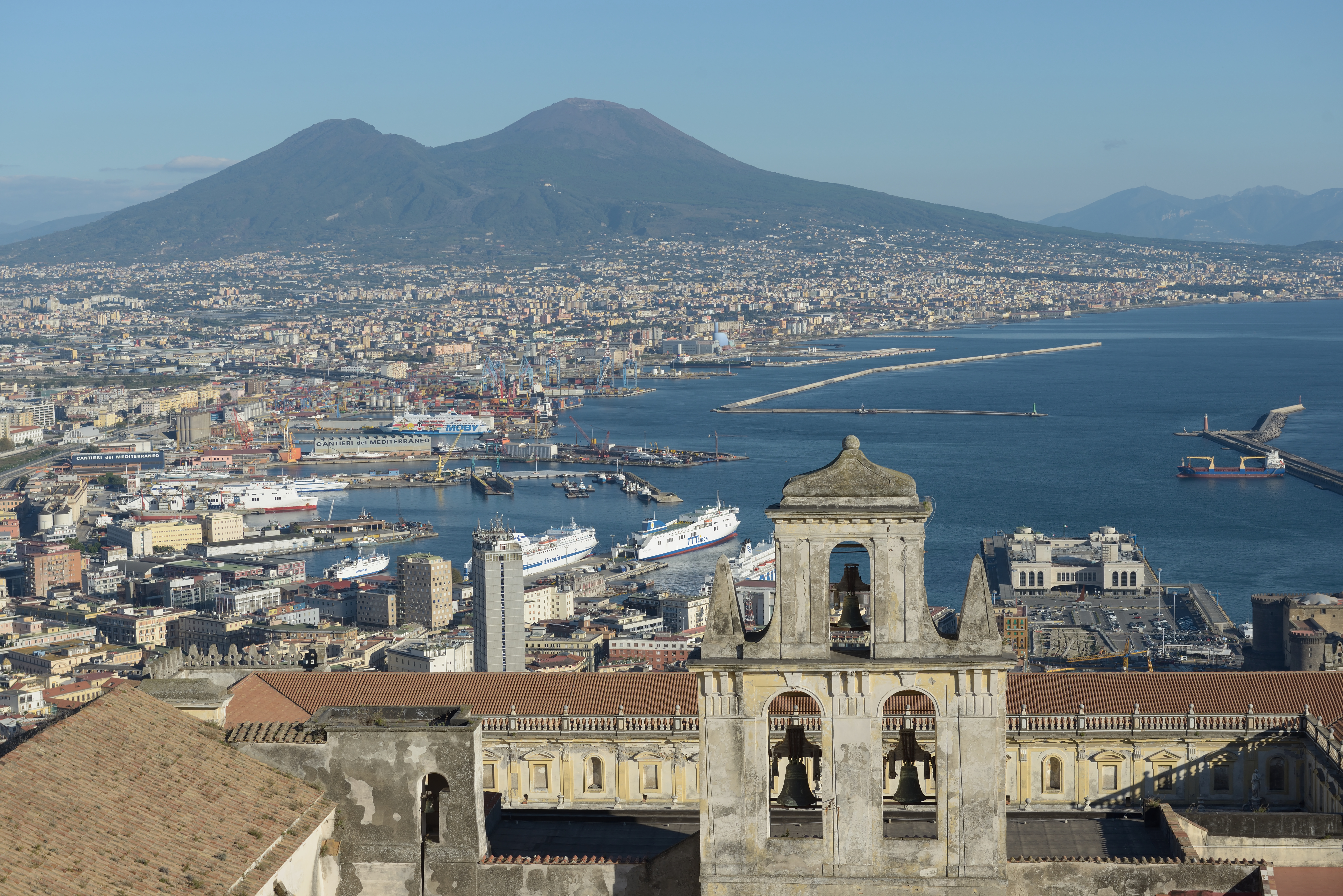
أصبحت المنطقة المحيطة بالبركان الآن مكتظة بالسكان.

ستبدأ الصهارة الموجودة في الحجرة الصهارية تحت الأرض لسنوات عديدة في رؤية مكونات ذات نقطة انصهار أعلى مثل الزبرجد الزيتوني. إن التأثير هو زيادة تركيز الغازات المذابة (معظمها ثاني أكسيد الكبريت وثاني أكسيد الكربون) في الصهارة السائلة المتبقية مما يجعل الاندفاع اللاحق أكثر عنفًا. عندما تقترب الصهارة الغنية بالغاز من السطح أثناء إندلاع البركان يتسبب الانخفاض الهائل في الضغط الداخلي الناجم عن انخفاض وزن الصخور العلوية (التي تنخفض إلى الصفر عند السطح) في خروج الغازات من المحلول وحجم الغاز يتزايد بشكل إنفجاري من لا شيء إلى ربما عدة أضعاف حجم الصهارة المصاحبة. بالإضافة إلى ذلك فإن إزالة المادة ذات درجة الانصهار الأعلى سوف يزيد من تركيز المكونات الفلزية مثل السيليكات التي من المحتمل أنها تجعل الصهارة أكثر لزوجة مما يزيد من الطبيعة المتفجرة للإندلاع.
لذلك تفترض خطة الطوارئ الحكومية لإندلاع البركان أن أسوأ حالة ستكون اندلاع من نفس الحجم والنوع لإندلاع 1631المعادل لمؤشر التفجر البركاني من الدرجة الرابعة VEI 4. في هذا السيناريو تمتد منحدرات البركان خارجة إلى حوالي 7 كيلومتر (4.3 ميل) من الفوهة البركانية والتي يمكن أن تجتاحها الاندفاعات الحممية البركانية في حين أن الكثير من المنطقة المحيطة ببركان فيزوف يمكن أن تعاني من سقوط التيفرا. بسبب الرياح السائدة فإن البلدات والمدن الواقعة في جنوب وشرق البركان هي الأكثر عرضة للخطر حيث أنه من المفترض أن يتجاوز تراكم التيفرا 100 كيلوغرام لكل متر مربع (20 رطل/قدم2) - وعند هذه النقطة يكون الناس معرضين لخطر انهيار الأسقف - وقد يمتد هذا الخطر وصولا إلى أفيلينو في الشرق أو وصولا إلى ساليرنو في الجنوب الشرقي. باتجاه نابولي إلى الشمال الغربي يُفترض أن خطر سقوط التيفرا هذا بالكاد يمتد عبر منحدرات البركان. تعتمد المناطق المحددة المتأثرة فعليًا بسحابة الرماد على الظروف الخاصة المحيطة بالإندلاع.
تفترض الخطة ما بين أسبوعين و 20 يومًا من الإشعار بحدوث إندلاع وتتوقع إخلاء طارئ لما يقدر بستمائة ألف شخص والذين يشملون بالكامل تقريبًا جميع أولئك الذين يعيشون في المنطقة الحمراء لبركان جبل فيزوف (بالإيطالية: zona rossa)‏ أي المعرضين لخطر أكبر من تدفقات الحمم البركانية. من المقرر أن تستغرق عملية الإخلاء بالقطار والعبّارة والسيارة والحافلة حوالي سبعة أيام وسيتم إرسال الأشخاص الذين تم إجلاؤهم في الغالب إلى أجزاء أخرى من البلاد بدلاً من المناطق الآمنة في منطقة كامبانيا المحلية وقد يتعين عليهم البقاء بعيدا لعدة أشهر. ومع ذلك فإن المعضلة التي ستواجه من ينفذون الخطة هي متى يبدأ هذا الإخلاء الجماعي: إذا بدأ بعد فوات الأوان فقد يُقتل الآلاف في حين أنه إذا بدأ في وقت مبكر جدًا فقد تتحول مؤشرات الإندلاع إلى إنذار خاطئ. في عام 1984 تم إجلاء أربعون ألف شخص من منطقة كامبي فليجري وهي مجمع بركاني آخر بالقرب من نابولي لكن لم يحدث إندلاع بركاني في حينها.

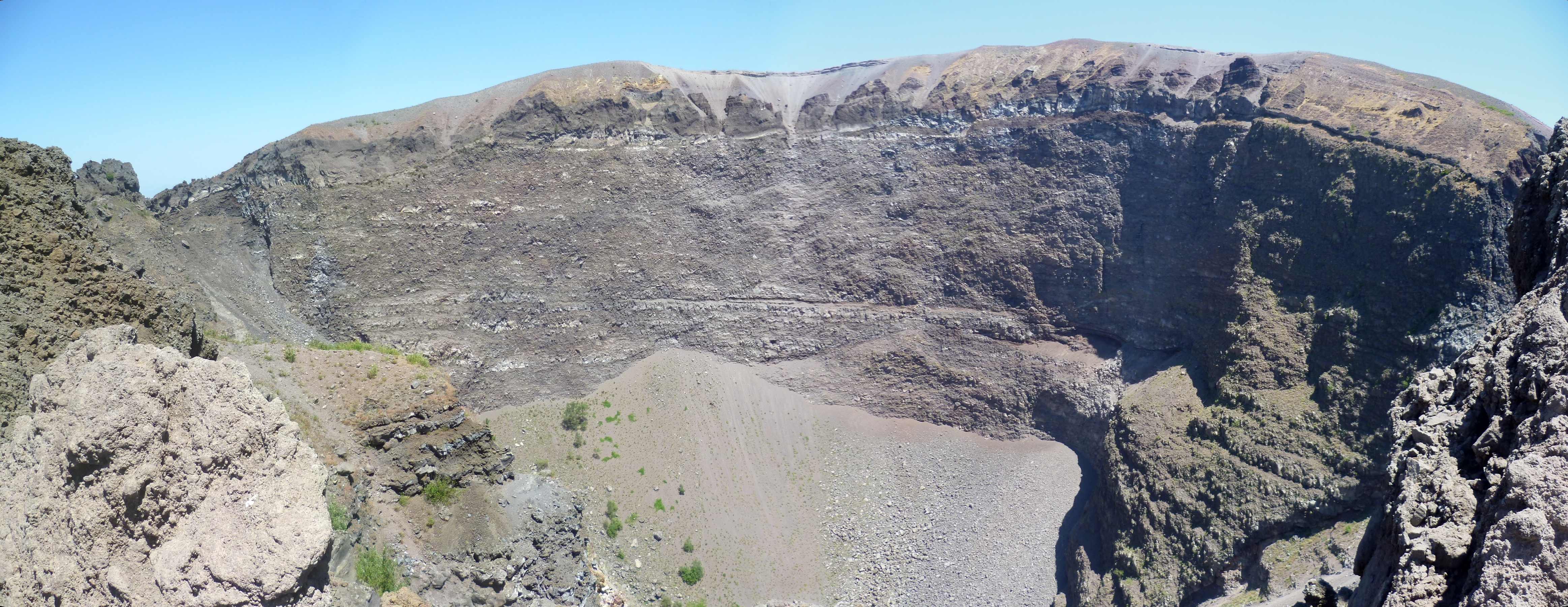
فوهة بركان فيزوف عام 2012.

تبذل الحكومة جهودًا مستمرة على مستويات مختلفة (خاصة كامبانيا) لتقليل عدد السكان الذين يعيشون في المنطقة الحمراء من خلال هدم المباني المشيدة بشكل غير قانوني وإنشاء حديقة وطنية حول البركان بأكمله لمنع البناء المستقبلي للمباني  ومن خلال تقديم حوافز مالية كافية للناس للابتعاد. أحد الأهداف الأساسية هو تقليل الوقت اللازم لإخلاء المنطقة خلال العشرين إلى الثلاثين عامًا القادمة ليصل إلى يومين أو ثلاثة أيام.
تتم مراقبة البركان عن كثب من قبل مرصد فيزوف (بالإيطالية: Osservatorio Vesuvio)‏ في نابولي مع شبكات واسعة من محطات قياس الزلازل والجاذبية وهي مزيج من مصفوفة جيوديسية تعتمد على نظام تحديد المواقع العالمي (GPS) ورادار ذو فتحة اصطناعية قائم على الأقمار الصناعية لقياس حركة الأرض ومن خلال عمليات المسح الجيوفيزيائي المحلية والتحليلات الكيميائية للغازات المنبعثة من داخنة البركان (بالإيطالية: fumaroles)‏. بهدف تتبع ارتفاع الصهارة تحت البركان. لم يتم اكتشاف أي صهارة على بعد 10 كيلومتر من السطح ولذا يصنف مرصد فيزوف البركان على أنه في المستوى الأساسي أو الأخضر.

## منتزه قومي

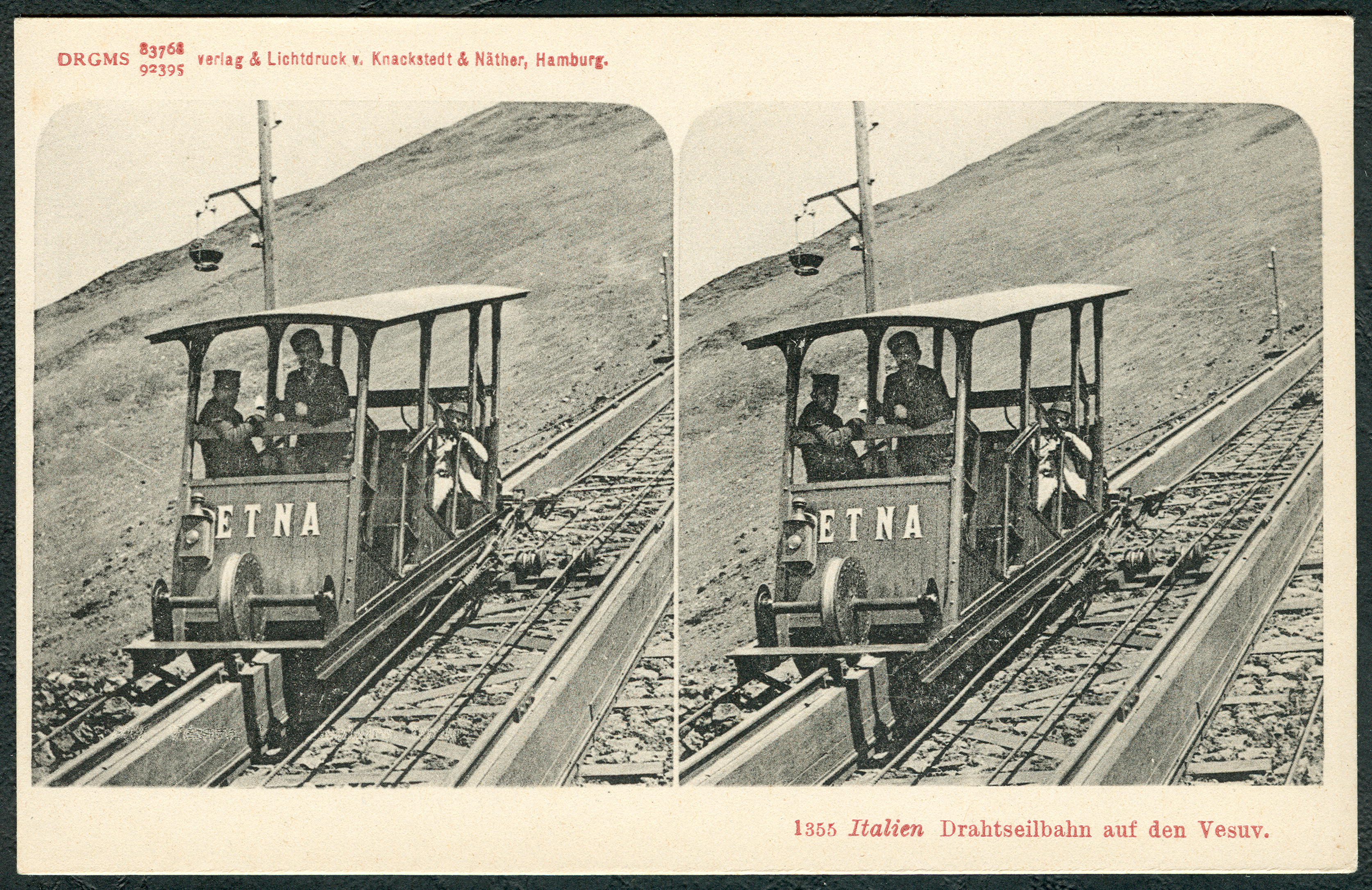
القطار الجبلي المعلق على جبل فيزوف، تصوير ثلاثي الأبعاد حوالي عام 1900.

تم إعلان المنطقة المحيطة بجبل فيزوف رسمياً بأنها منتزه فيزوف القومي في 5 يونيو 1995. إن قمة جبل فيزوف مفتوحة للزوار وهناك شبكة صغيرة من المسارات حول البركان التي تحتفظ بها سلطات المنتزه في عطلات نهاية الأسبوع. يمكن الوصول عن طريق البر إلى مسافة 200 متر (660 قدم) من القمة (تقاس رأسياً) ولكن بعد ذلك يكون الوصول مشياً على الأقدام فقط. يوجد ممر حلزوني حول البركان من نهاية الطريق إلى فوهة البركان.

## "فونيكولو، فونيكولا"
تم افتتاح أول قطار جبلي معلق (تلفريك) على جبل فيزوف عام 1880 والذي تم تدميره في وقت لاحق عند حدوث إندلاع بركان فيزوف في مارس 1944. اِحْتُفِلْ بإحياء ذكرى هذا الافتتاح بإطلاق أغنية "القطار الجبلي المعلق (بالإيطالية: Funiculì, Funiculà)‏"، وهي أغنية بلغة نابولي وقد كتب كلماتها الصحفي بيبينو توركو وقام بتلحينها الملحن لويجي دينزا.

### فهرس
- Guest، John؛ Cole، Paul؛ Duncan، Angus؛ Chester، David (2003). "Chapter 2: Vesuvius". Volcanoes of Southern Italy. London: The Geological Society. ص. 25–62.
- Sigurdsson، Haraldur (2002). "Mount Vesuvius before the Disaster". في Jashemski؛ Meyer، Frederick Gustav (المحررون). The natural history of Pompeii. Cambridge UK: The Press Syndicate of the University of Cambridge. ص. 29–36.{{استشهاد بكتاب}}:  صيانة الاستشهاد: ref duplicates default (link)
- Sigurdsson، Haraldur؛ Carey، Steven (2002). "The Eruption of Vesuvius in AD 79". في Jashemski؛ Meyer، Frederick Gustav (المحررون). The natural history of Pompeii. Cambridge UK: The Press Syndicate of the University of Cambridge. ص. 37–64.{{استشهاد بكتاب}}:  صيانة الاستشهاد: ref duplicates default (link)
- Waldstein، Sir Charles؛ Shoobridge، Leonard Knollys Haywood (1908). Herculaneum, past, present & future. London: Macmillan and Co.
- Zanella، E.؛ Gurioli، L.؛ Pareschi، M.T.؛ Lanza، R. (2007). "Influences of urban fabric on pyroclastic density currents at Pompeii (Italy): Part II: temperature of the deposits and hazard implications" (PDF). Journal of Geophysical Research. ج. 112 ع. B5: B05214. Bibcode:2007JGRB..112.5214Z. DOI:10.1029/2006jb004775. مؤرشف من الأصل (PDF) في 2021-01-26.

## روابط خارجية
- Purcell, N.؛ Talbert؛ Elliott؛ Gillies (20 مارس 2015). "Places: 433189 (Vesuvius M.)". Pleiades. مؤرشف من الأصل في 2018-12-01. اطلع عليه بتاريخ 2012-03-08.
- Fraser، Christian (10 يناير 2007). "Vesuvius escape plan 'insufficient'". BBC News. Naples: BBC. مؤرشف من الأصل في 2020-11-06. اطلع عليه بتاريخ 2010-05-11.
- Garrett، Roger A.؛ Klenk، Hans-Peter (أبريل 2005). "Vesuvius' next eruption". Geotimes. مؤرشف من الأصل في 2007-05-12. اطلع عليه بتاريخ 2006-12-08.
- "Vesuvius: The making of a catastrophe: Il problema ignorato". Global Volcanic and Environmental Systems Simulation (GVES). 1996–2003. مؤرشف من الأصل في 2019-09-08.
- البرنامج العالمي للبراكين التابع لمؤسسة سميثسونيان (GVP) (الدخول إلى Aira / Sakurajima)